# Новгородский государственный политехнический институт (НГПИ)
Новгородский государственный политехнический институт  — высшее учебное заведение в Великом Новгороде, основанное в 1961 году для подготовки инженерно-технических кадров. Реорганизован в 1993 году путём присоединения к Новгородскому государственному университету.

## История
23 июня 1961 года по инициативе ректора Ленинградского электротехнического института имени В. И. Ленина профессора Н. П. Богородицкого и согласно Приказу Министра высшего и среднего специального образования РСФСР В. Н. Столетова под № 414 в городе Новгороде был создан вечерний общетехнический факультет ЛЭТИ имени В. И. Ленина, созданного для подготовки высококвалифицированных инженерных кадров.
12 мая 1964 года Приказом Министра высшего и среднего специального образования РСФСР № 330 вечерний общетехнический факультет был реорганизован в Новгородский филиал Ленинградского электротехнического института имени В. И. Ленина. Первым директором филиала был назначен А. М. Кисилёв. В структуру филиала были включены три факультета: дневной, вечерний и заочный, в 1973 году был создан механико-технологический факультет. Филиал начал готовить специалистов по трём специальностям: «Радиотехника», «Конструирование и производство радиоаппаратуры» и «Полупроводниковые приборы», позже к ним добавилось ещё три специальности: Технология машиностроения», «Автомобили и автомобильное хозяйство» и «Машины и технология обработки металлов давлением» и «Технология машиностроения». Помимо своего профессорско-педагогического состава, были приглашены педагоги из ЛЭТИ имени  В. И. Ленина: профессора Ю. М. Казаринов, В. В. Пасынков и В. И. Смирнов. Общее количество студентов в 1966 году составляло 450 человек, из них: заочное и вечернее отделение — 250 человек, дневное отделение — 200 человек. К 1972 году в составе филиала обучалось около 1500 человек, набор на первый курс составил шестисот пятьдесят человек, а ежегодный выпуск инженеров составил около двухсот человек.
15 июня 1973 года Постановлением Совета министров СССР № 412  на базе Новгородского филиала Ленинградского электротехнического института имени В. И. Ленина был создан Новгородский государственный политехнический институт. С 1973 по 1993 год в структуру института входили десятки общеинститутских кафедр и семь факультетов: механико-технологический, электронной техники, радиоэлектроники, радиотехники, автомобильный, инженерно-строительный и архитектуры, искусств и строительства.  Первым ректором института был назначен Ю. А. Поляков. В 1974 году институт становится базовым высшим учебным заведением Северо-западного зонального сектора по научно-исследовательской работе. В 1984 году Приказом Министра высшего и среднего специального образования РСФСР  в институте была открыта аспирантура по семи специальностям. В 1990 году в институте был открыт  Специализированный совет по присуждению ученых степеней кандидат технических наук и доктор технических наук. Новгородский государственный политехнический институт сотрудничал с политехническими институтами Чехословакии, Болгарии и Польши.
30 июня 1993 года Постановлением Правительства Российской Федерации на базе Новгородского государственного политехнического института был создан Новгородский государственный университет

## Здание института
В 1961 году для проведения учебного процесса факультету было передано здание бывшего Дворянского собрания на площади Победы — Софийская 2, построенного в 1853 году по проекту архитектора А. И. Штакеншнейдера. С 1952 по 1956 год была проведена реконструкция под руководством архитектора Ильи Иосифовича Кушнира.

## Руководство
- Поляков, Юрий Андреевич (1973—1977)
- Радциг, Юрий Юрьевич (1977—1982)
- Сорока, Владимир Васильевич (1982—1993)[1][2][3].

## Известные преподаватели
- Ковалёв, Борис Николаевич[6]
- Рассветалов, Леонид Александрович[7]
- Вязинин, Иван Николаевич[8]
- Веккер, Лев Маркович[9]
- Володин, Эдуард Фёдорович[10]

## Известные выпускники
- Очин, Олег Фёдорович — депутат Государственной Думы первого созыва[11]